# Union Pacific (filme)
Union Pacific (bra: Aliança de Aço; prt: União de Aço) é um filme estadunidense de 1939, do gênero faroeste, baseado no livro Trouble shooter de Ernest Haycox, dirigido por Cecil B. DeMille e estrelado por Barbara Stanwick e Joel McCrea. O assunto—a construção da primeira ferrovia transcontinental norteamericana -- já havia sido coberto por John Ford em The Iron Horse (1924), mas agora há o toque colossal de DeMille, com mais atores, mais cavalos, sub-enredos, metragem maior e um espetacular desastre de trem no final. O diretor contou com a ajuda da própria ferrovia, que disponibilizou seus arquivos, máquinas antigas e equipe de maquinistas, tudo para dar maior autenticidade à história.
O patriotismo e a unidade nacional enfatizados pelo filme foram ao encontro do espírito da época, que celebrava o fim da Grande Depressão e, concomitantemente, antevia os tempos negros da Segunda Guerra Mundial, já uma ameaça palpável. Com isso, Union Pacific tornou-se um grande sucesso de bilheteria, e é considerado um dos melhores filmes de DeMille e um dos dez melhores de Joel McCrea.
O Presidente Ulysses S. Grant, aqui interpretado por Joseph Crehan, faz sua 41.ª aparição no cinema.
O filme foi premiado com a primeira Palma de Ouro do Festival de Cannes (1939) e recebeu uma indicação ao Oscar de Melhores Efeitos Especiais.
Este filme foi exibido na RTP em Portugal em 1 de julho de 1964, às 21 e 50, na rubrica "7ª Arte", apresentada pelo cineasta Fernando Garcia.

## Sinopse
Durante o governo do presidente Abraham Lincoln, a Union Pacific ganhara o direito de levar seus trilhos do Leste dos Estados Unidos até a Califórnia. Porém o banqueiro Asa Barrows, proprietário da concorrente Central Pacific Railroad, deseja impedir que isso aconteça. Ele contrata, então, o jogador e escroque Sid Campeau para o trabalho sujo. A Union Pacific, por seu turno, chama o Capitão Jeff Butler para defender seus interesses e assegurar sua vitória sobre a rival. Butler tem de se haver com ataques de índios, assaltos, atos de sabotagem e a indisciplina de seus trabalhadores, atraídos pelo uísque e pelas cartas, oferecidos por Campeau e seu braço direito, Dick Allen. Allen e Butler já foram amigos nos tempos da Guerra de Secessão, e agora, além de estarem em lados opostos, ainda lutam pelo amor da mesma mulher, a bilheteira Mollie Monahan.

## Elenco
| Ator/Atriz       | Personagem                       |
| ---------------- | -------------------------------- |
| Barbara Stanwick | Molly Monahan                    |
| Joel McCrea      | Capitão Jeff Butler              |
| Akim Tamiroff    | Fiesta                           |
| Robert Preston   | Dick Allen                       |
| Lynne Overman    | Leach Overmile                   |
| Brian Donlevy    | Sid Campeau                      |
| Robert Barrat    | Duke Ring                        |
| Anthony Quinn    | Jack Cordray                     |
| Stanley Ridges   | General Casement                 |
| Henry Kolker     | Asa Barrows                      |
| Francis McDonald | General Dodge                    |
| Harold Goodwin   | Calvin                           |
| Evelyn Keyes     | Senhora Calvin                   |
| Regis Toomey     | Paddy O'Rourke                   |
| Fuzzy Knight     | Cookie                           |
| Joseph Crehan    | Presidente Grant                 |
| Lon Chaney Jr.   | Dollarhid                        |
| Richard Lane     | Sam Reed                         |
| Lane Chandler    | Condutor do trem (não-creditado) |

## Principais prêmios e indicações
| Prêmio             | Indicações                 | Premiações    |
| ------------------ | -------------------------- | ------------- |
| Oscar              | Melhores Efeitos Especiais |               |
| Festival de Cannes |                            | Palma de Ouro |